# Ланінамавір
Ланінамавір (англ. Laninamivir) — синтетичний противірусний препарат, який застосовується для лікування і профілактики грипу, спричиненого вірусами A і В. Препарат проходить III фазу клінічних досліджень. Ланінамавір є інгібітором нейрамінідази тривалої дії, який застосовується шляхом назальної інгаляції.
Ланінамівір був схвалений для лікування грипу в Японії в 2010 році та для профілактики грипу в 2013 році. Натепер він продається під торговою назвою «Інавір» виробництва компанії «Daiichi Sankyo». Компанії «Biota Pharmaceuticals» і «Daiichi Sankyo» є співвласниками патентних прав на ланінамівір. 1 квітня 2011 року організація BARDA надала винагороду дочірній компанії «Biota Scientific Management Pty Ltd», що повністю належить «Biota Pharmaceuticals» (раніше «Biota Holdings Ltd»), у розмірі приблизно 231 мільйон доларів США за першість у розробці ланінамівіру в США. Препарат проходить клінічні дослідження й в інших країнах.